# Heimkehrergesetz
Das Heimkehrergesetz war ein am 19. Juni 1950 für die Bundesrepublik Deutschland erlassenes Gesetz über Hilfsmaßnahmen für Heimkehrer (HkG), das rückwirkend zum 1. April 1950 in Kraft getreten war. 
Ziel des Gesetzes war die soziale Wiedereingliederung der Heimkehrer nach ihrer Rückkehr aus Gefangenschaft und Internierung.
Heimkehrer im Sinne des Gesetzes waren deutsche Kriegsgefangene des Zweiten Weltkriegs und internierte Zivilpersonen, die binnen zwei Monaten nach ihrer Entlassung  im damaligen Bundesgebiet (Westdeutschland) Aufenthalt nahmen. Sie erhielten ein Entlassungsgeld, wurden bei der Wohnraumzuteilung bevorzugt und bei der Eingliederung in das Berufsleben besonders unterstützt. Ein vor der Gefangenschaft begründetes Arbeitsverhältnis lebte wieder auf. Während der ersten sechs Monate nach (Wieder-)Aufnahme eines Arbeitsverhältnisses durfte ihnen nicht wegen einer durch Kriegsgefangenschaft oder Internierung verursachten Minderleistung gekündigt werden.
Am 1. Januar 1992 trat das Heimkehrergesetz als durch Zeitablauf überholt außer Kraft. Seitdem ist eine Anerkennung als Heimkehrer rechtlich nicht mehr möglich.
Die in das Gebiet der DDR Entlassenen hatten keinen Zugang zu den Leistungen nach dem Heimkehrergesetz und erhielten zum Ausgleich für den erlittenen Gewahrsam eine einmalige Entschädigung nach dem Heimkehrerentschädigungsgesetz von 2007.